# Indigofera glabra
Indigofera glabra är en ärtväxtart som beskrevs av Carl von Linné. Indigofera glabra ingår i släktet indigosläktet, och familjen ärtväxter. Inga underarter finns listade i Catalogue of Life.